# Coppa Anglo-Italiana 1983
La Coppa Anglo-Italiana 1983 fu la dodicesima edizione della Coppa Anglo-Italiana, la seconda denominata Memorial Gigi Peronace. Venne vinta dal Cosenza, in finale contro il Padova.

## Squadre partecipanti
Al torneo hanno partecipato quattro squadre, due italiane e due inglesi.
| Inglesi                 | Italiane       |
| ----------------------- | -------------- |
| Chelmsford City Wycombe | Cosenza Padova |

## Semifinali
| Cosenza 23 aprile 1983 | Cosenza | 4 – 0 referto | Wycombe | Stadio San Vito |

| Padova 23 aprile 1983 | Padova | 4 – 2 referto | Chelmsford City | Stadio Silvio Appiani |

## Finale 3º/4º posto
| High Wycombe 25 aprile 1983                  | Wycombe              | 2 – 2 (d.t.s.) referto | Chelmsford City | Loakes Park |
| \| \| \| \| \| \| Tiri di rigore 6 – 5 \| \| |                      |                        |                 |             |
|                                              |                      |                        |                 |             |
|                                              | Tiri di rigore 6 – 5 |                        |                 |             |

## Finale
| Cosenza 25 aprile 1983                                        | Cosenza   | 2 – 0 referto | Padova | Stadio San Vito |
| \| \| \| \| \| Longobucco 37’ Petrella 78’ \| Marcatori \| \| |           |               |        |                 |
|                                                               |           |               |        |                 |
| Longobucco 37’ Petrella 78’                                   | Marcatori |               |        |                 |